# Бірківська сільська рада (Яворівський район)
Бірківська сільська рада — колишній орган місцевого самоврядування у Яворівському районі Львівської області. Адміністративний центр — село Бірки.

## Загальні відомості
Бірківська сільська рада утворена в 1994 році. Територією ради протікає річка Млинівка.

## Населені пункти
Сільській раді були підпорядковані населені пункти:
- с. Бірки
- с. Рокитне
- с. Діброва

## Склад ради
Рада складалася з 16 депутатів та голови.

### Керівний склад попередніх скликань
| ПІБ                                 | Основні відомості                                                 | Дата обрання | Дата звільнення |
| ----------------------------------- | ----------------------------------------------------------------- | ------------ | --------------- |
| Кульчицький Володимир Владиславович | Сільський голова, 1977 року народження, освіта вища, безпартійний | 26.03.2006   | 31.10.2010      |
| Кульчицький Володимир Владиславович | Сільський голова, 1978 року народження, освіта вища, безпартійний | 31.10.2010   |                 |

Примітка: таблиця складена за даними джерела